# Добри Тръбача
Добри Тръбача е български революционер.

## Биография
Сведенията за родното му място са противоречиви: от Чирпанско, от Кучево село, Скопско или от село Дивдядово, Шуменско. Участник във Втора българска легия. В 1868 година участва в Четата на Хаджи Димитър и Стефан Караджа. Загива в последното сражение на четата на връх Бузлуджа.